# Lac Béthoulat
Lac Béthoulat är en sjö i Kanada.   Den ligger i regionen Nord-du-Québec och provinsen Québec, i den östra delen av landet, 700 km norr om huvudstaden Ottawa. Lac Béthoulat ligger 415 meter över havet. Arean är 20,6 kvadratkilometer. Den sträcker sig 13,6 kilometer i nord-sydlig riktning, och 5,0 kilometer i öst-västlig riktning.
Omgivningarna runt Lac Béthoulat är i huvudsak ett öppet busklandskap. Trakten runt Lac Béthoulat är nära nog obefolkad, med mindre än två invånare per kvadratkilometer.